# Margje Blitterswijk
Merrigje Margje Blitterswijk (*  18. Mai 1918 in Culemborg; † 31. Mai 2013 in Bunnik) war eine niederländische Textilkünstlerin und Galeristin. Sie war auch als Weberin und Aquarellistin tätig.

## Leben und Werk
Bei Geertrui C. van Wermeskerken in Zeist, die sie auch bei sich in ihrem Haus aufnahm, erhielt Margje Blitterswijk ab 1936 Zeichenunterricht. Später besuchte sie von 1946 bis 1949 die Zeichenakademie in Den Haag. Zusätzlich nahm sie Unterricht in Lithographie bei Aart van Dobbenburgh. Nachdem Hyke Koopmans sie 1950 gebeten hatte, in ihre Handweberei einzutreten, war sie danach in Het Kapelhuis in Amersfoort tätig. Sie kümmerte sich um Bekleidungsstoffe und leitete die Weberei bis 1970. Nach ihrem Umzug mit Koopmans auf einen Bauernhof in Zeist, wurde die Weberei eingestellt und sie betrieben zusammen die Galerie Het Kapelhuis. In der Galerie wurden 240 Ausstellungen zur angewandten Kunst organisiert. Die Galerie erhielt 1985 eine Auszeichnung der Françoise van den Bosch-Stiftung für die Förderung des Interesses an zeitgenössischem Schmuck.
Blitterswijk entwarf unter anderem Vorhang- und Möbelstoffe. Von 1950 bis 2010 lebte sie mit Hyke Koopmans bis zu deren Tod zusammen. Margje Blitterswijk starb am 31. Mai 2013 in Bunnik.